# 10 Dywizjon Artylerii Ciężkiej (1939)
10 dywizjon artylerii ciężkiej (10 dac) – oddział artylerii ciężkiej Wojska Polskiego. Dywizjon nie występował w pokojowej organizacji wojska. Został sformowany w sierpniu 1939 roku, w Łodzi, przez 4 pułk artylerii ciężkiej z przeznaczeniem dla 10 Dywizji Piechoty.
W jego skład weszły dwie trzy działowe baterie: armat 105 mm i haubic 155 mm.

## 10 dac w kampanii wrześniowej

### Mobilizacja
10 dywizjon artylerii ciężkiej wraz z 10 plutonem taborowym został zmobilizowany w ramach mobilizacji alarmowej w dniach 24–26 sierpnia 1939 r. w grupie żółtej, przez 4 pułk artylerii ciężkiej. Miejscem formowania była Łódź. Stawiennictwo rezerwistów było bardzo dobre, wyposażenie i uzbrojenie zgodne z tabelami mobilizacyjnymi, zabrakło radiostacji. Po osiągnięciu gotowości dywizjon przeszedł niezwłocznie do rejonu koncentracji 10 DP w rejonie Sieradza i zajął stanowiska na przedmieściu Sieradza. Dowództwo dywizjonu z 2 baterią haubic kwaterowało we wsi Rzechta, a 1 bateria armat z kolumną amunicyjną we wsi Polków.

### Działania bojowe
1 września dywizjon zajmował stanowiska w tym samym rejonie. W nocy z 1 na 2 września przeszedł do kompleksu leśnego Brąszewice, koło wsi Klików Mały. Następnej nocy 10 dac wykonał marsz do miejscowości Błaszki. 3 września rano zajął stanowiska ogniowe w rejonie wsi Brudzew koło Błaszek, wraz z dywizjonem III/10 pułku artylerii lekkiej z zadaniem wsparcia 31 pułku piechoty na rubieży Błaszki-Żelisław-Gruszczyce. Około południa przesunięto dywizjon ponownie na przedmieścia Sieradza. Skąd ostrzelał wyjścia z lasów na zachód od miasta, zużywając ok. 80 pocisków. 1 bateria w godzinach popołudniowych ostrzelała niemiecką baterię artylerii na północny zachód od Sieradza zmuszając ją do wycofania się. Nocą 3/4 września dywizjon wycofał się za Wartę osiągając rano 4 września wybrane stanowiska ogniowe w rejonie Męckiej Woli i stąd prowadził ogień na niemieckie oddziały na przedpolach Smardzewa i Zapust. W trakcie marszu lotnictwo niemieckie zniszczyło jeden z plutonów kolumny amunicyjnej dywizjonu. Tego dnia dywizjon wspierał swoim ogniem ciężkie walki o zajęcie i utrzymanie głównych pozycji obronnych dywizji. O natężeniu ognia świadczy fakt wystrzelania przez 2 baterię ok. 240 pocisków. Został zniszczony punkt obserwacyjny 1 baterii, ostrzał niemiecki pozrywał łączność telefoniczną i spowodował straty w sumie: 1 poległy i 2 ciężko rannych telefonistów. Na rozkaz dowódcy artylerii dywizyjnej 10 DP, dywizjon ostrzelał dworzec kolejowy w Sieradzu zajęty przez wroga, niszcząc niemiecki punkt obserwacyjny na wieży ciśnień. Po południu 10 dac udzielił wsparcia własnej piechocie wykonującej kontratak na Mnichów. Około godz. 13:00 został zbombardowany, w wyniku czego została trafiona bezpośrednio bombą armata 105 mm, przy której poległo 3 kanonierów i 6 zostało rannych. Na punkcie obserwacyjnym poległ 1 oficer. Nocą dowieziono na stanowiska dywizjonu amunicję.
5 września 10 dac ostrzelał nad Wartą dostarczaną samochodami piechotę niemiecką, która przy wsparciu artylerii zaczęła forsować rzekę Wartę, w rejonie wsi Chojne. Piechocie zadano straty i zniszczono część samochodów, powstrzymując dalsze forsowanie Warty. Około godz. 13:00 wsparto ogniem artylerii kontratak batalionu ON „Kępno”, na zajęty przez oddziały niemieckie Mnichów. Po południu 5 września 10 Dywizja Piechoty opuściła linię Warty i prowadząc działania opóźniające wycofywała się w kierunku na Wojsławice i dalej za rzekę Ner. O świcie 6 września dywizjon osiągnął rejon Lutomierska. Po godz. 15:00 dywizjon wyruszył do miejscowości Florianów na północ od Zgierza. Po godz. 16:00 został zaatakowany przez bombowce nurkujące, poległo i rannych zostało 8 żołnierzy, utracono 29 koni i 12 wozów z kolumny amunicyjnej. Po uporządkowaniu nocą, dywizjon przemaszerował przez Zgierz osiągając o świcie 7 września Florianów. 7 września po południu 10 dac pomaszerował wraz z Kresową Brygadą Kawalerii do lasów koło Głowna, a po zmroku w kierunku Łowicza. W trakcie nocnego marszu po zatłoczonych drogach 7/8 września doszło do rozpadu pozostałości kolumny amunicyjnej dywizjonu. Oderwała się też część 1 baterii armat, która przez Skierniewice, bombardowana po drodze, pomaszerowała w kierunku Warszawy. Większość 10 dywizjonu po dotarciu do Łowicza wyruszyła w kierunku Bolimowa. W trakcie marszu po otrzymaniu informacji o pojawieniu się czołgów niemieckich, dywizjon zajął stanowiska ogniowe, na zachodnim skraju lasów nieborowskich. Około godz. 11:00 nastąpił nalot bombowców nurkujących na stanowiska dywizjonu, pododdział nie poniósł strat. Przed stanowiskami 2 baterii haubic pojawiło się 6 czołgów, z odległości 300 m ogniem na wprost, 2 bateria rozbiła 2 czołgi, pozostałe skręciły przed stanowiska 1 baterii, która zniszczyła kolejny.
Na rozkaz dowódcy 10 DP, dywizjon pomaszerował przez Błonie na Warszawę i dalej w kierunku Otwocka. Na przedmieściu Błonia o zmroku 8 września, dywizjon został ostrzelany przez dywersantów niemieckich, ranny został kanonier, a jeden koń został zabity. Działon 1 baterii ostrzelał z armaty zabudowania skąd ostrzelano dywizjon, zwiadowcy dywizjonu złapali 3 dywersantów z bronią w ręku, których na miejscu rozstrzelano. Podczas wkraczania do Warszawy na Woli, w nocy z 8/9 września 10 dac został ostrzelany przez obrońców miasta, dywizjon uległ rozproszeniu. Część oderwanej 2 baterii haubic pomaszerowała trasą Parczew – Lublin – Chełm Lubelski – Kowel, a następnie dołączyła do Samodzielnej Grupy Operacyjnej „Polesie”. 9 września większość 10 dac zebrała się w Otwocku, dotarła: 1 armata 105 mm i 3 haubice 155 mm. W trakcie poszukiwań amunicji, napotkano w Garwolinie pluton samochodów ciężarowych z amunicją 105 mm i 155 mm, którą pozyskano 10 września. 11 września 10 dac podporządkowano dowódcy Kresowej BK płk. dypl. Jerzemu Grobickiemu. 12 września swoimi 4 działami 10 dac wspierał natarcie 1 pułku kawalerii KOP i batalionu ON „Wieluń” na niemiecki przyczółek pod Górą Kalwarią.
13 września dywizjon pomaszerował do Warszawy, wraz z pozostałością 4 pac. W Warszawie w dniu 14 września, po uzupełnieniu składu, połączono 10 dac z dywizjonem I/4 pac. Od tej pory nosił taką nazwę. Zajął w Warszawie stanowiska ogniowe na skrzyżowaniu ulic 11 Listopada i Konopackiej. 15 września podczas nalotu lotnictwa niemieckiego utracono armatę 105 mm. Punkty obserwacyjne umieszczono: dywizjonowy na wieży w Zakładach Amunicyjnych „Pocisk”, 2 baterii w północnej części cmentarza bródnowskiego, a 1 baterii na Zaciszu, potem 2 baterii na wiadukcie kolejowym, a 1 baterii na Placu Szwedzkim. 15 września jako 1 bateria armat weszła do dywizjonu bateria z 4 armatami z dawnego I/4 pac. 16 września stanowiska dywizjonu zostały przeniesione do Parku Praskiego, gdzie były bombardowane. 25 i 26 września dywizjon uczestniczył w walkach z bateriami niemieckimi. W trakcie walk w Warszawie utracono poległych 3 oficerów i 32 kanonierów, utracono ok. 40 koni i 2 działa. 27 września dywizjon posiadał tylko 7 pocisków. Łącznie na szlaku walk 10 dac poległo 4 oficerów i 43 szeregowych. Po kapitulacji stolicy zniszczono lub zakopano broń strzelecką.

## Organizacja i obsada personalna
Organizacja i obsada personalna
- dowódca dywizjonu – mjr Tadeusz Kozłowski
- adiutant dywizjonu – ppor. rez. mgr Edward Lubrau
- oficer zwiadowczy – ppor. Jerzy Lewszecki
- oficer łączności – por. Mieczysław Krawczyk
- oficer płatnik - ppor. rez. Piotr Urbanowicz
- oficer żywnościowy - por. rez. Jan Szembek
- lekarz dywizjonu - ppor. lek. rez. Fabian Klozenberg
- lekarz weterynarii - ppor. lek. wet. rez. Hutorowicz
- dowódca kolumny amunicyjnej – por. rez. Zygmunt Paciej
- dowódca 1 baterii armat – kpt. Czesław Gaj (VM), por. Tadeusz Otoliński[a][9][10]
  - oficer zwiadowczy – ppor. rez. Henryk Marcinek[9][10]
  - oficer ogniowy – por. rez. Stefan Kiełczyński
  - dowódca plutonu - ppor. rez. Gruchalski
- dowódca 2 baterii haubic – kpt. rez. Gustaw Zygadłowicz
  - oficer zwiadowczy – por. rez. Stefan Majchrowski
  - oficer ogniowy – ppor. Feliks Piechuta †23 IX 1939
  - dowódca plutonu - ppor. rez. Józef Wojciechowski